# 쥬티
쥬티(ZOOTY)(2000년 10월 창간 ~ 2002년 6월 폐간)은 학산문화사에서 발행했던 월간 순정만화잡지이다. 학산문화사에서 파티에 이어 2번째로 창간한 순정만화잡지였으나 2002년 7월호를 끝으로 폐간되었다. 연재중인 작품들은 쥬티코믹스(ZOOTY COMICS)를 통해 단행본으로 발행되었으며 현재는 일본만화 NANA를 통해 쥬티코믹스가 발행되고 있다.

## 개요
학산문화사에서 창간한 2번째 순정만화잡지로 청소년(여자)층이 주독자층이다. 2000년 11월호를 통해 창간되어 국내만화와 일본만화를 연재했으며 특히 일본만화이자 야자와 아이의 만화 NANA는 이 잡지에서 큰 인기를 누리며 인기연재작으로 떠오르기도 했다. 그러나 그 당시 구독자층의 부족현상 때문에 2002년 7월호를 끝으로 폐간을 하게 되었으며 연재중인 작품들은 단행본 쥬티코믹스를 통해 발행되었다. 잡지에서는 폐간 및 휴간한다는 공지가 없었으나 학산문화사 쥬티 홈피 및 2002년 7월호를 통해 사실상 휴간(폐간)을 한다는 공지문이 게재되기도 하였다.